# Зойме, Иоганн Готтфрид
Иога́нн Го́ттфрид Зёйме (Иоанн Готфрид Зейме, нем. Johann Gottfried Seume; 29 января 1763, Позерна — 13 июня 1810, Теплице) — немецкий писатель и поэт.

## Биография

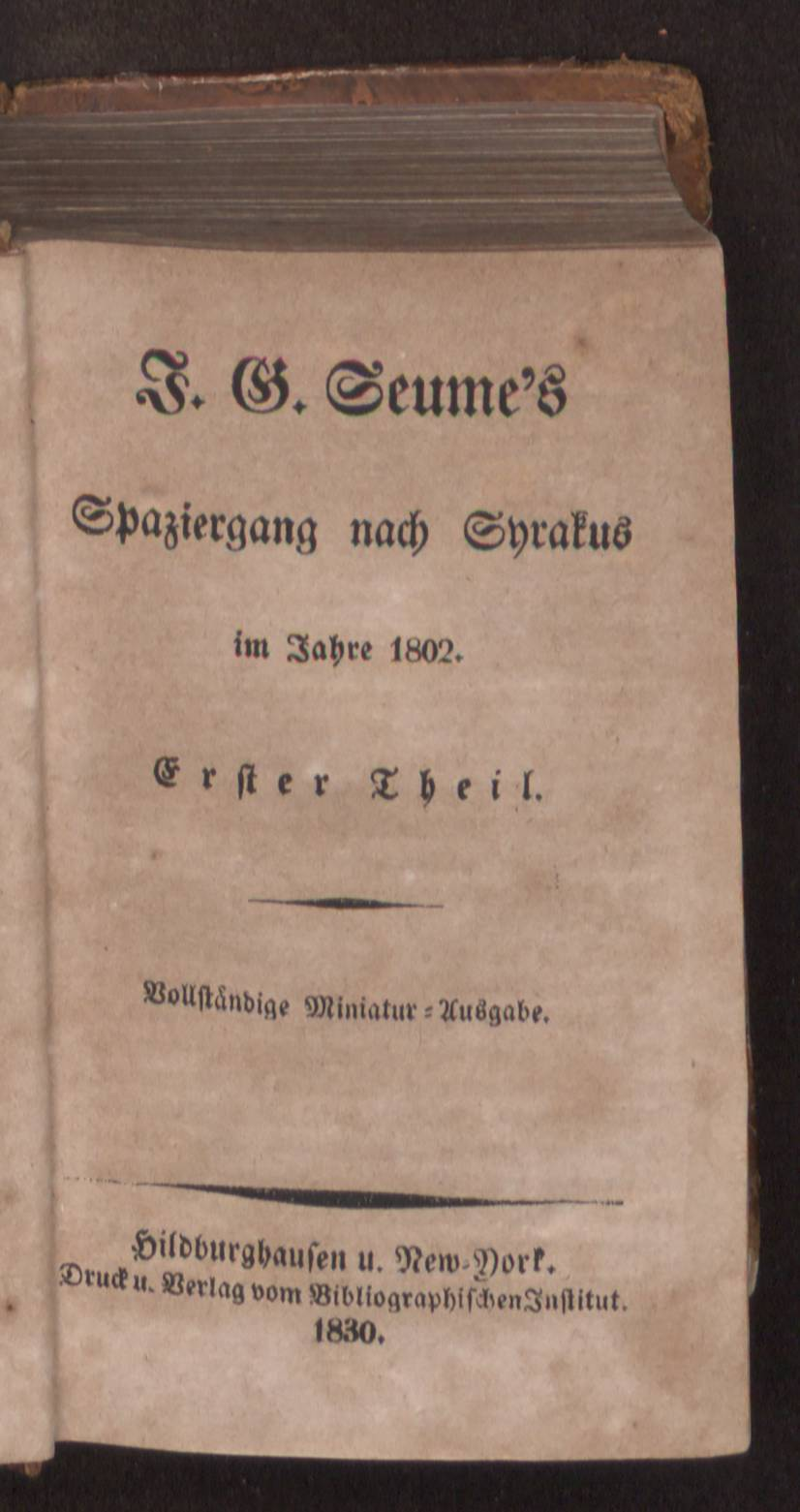
Spaziergang nach Syrakus im Jahre 1802, 1830—1841

Иоганн Готтфрид Зойме родился в семье бедного поселянина. Получив первичное образование в латинской школе в Борне, в 1776—1777 годах он был учеником лейпцигской школы св. Николая. Затем изучал богословие, но, проникшись скептицизмом, оставил Лейпцигский университет. Схваченный гессенскими вербовщиками, был зачислен в отряд, проданный ландграфом Фридрихом II англичанам, и отправлен в Америку. По возвращении Зойме дезертировал, но был снова схвачен прусскими вербовщиками. Вторичная попытка бежать не удалась, и лишь с трудом Зейме избежал смертной казни.
В 1792 году Зойме прибыл в Варшаву, стал секретарём русского генерала О. А. Игельстрома и благодаря ему — русским офицером; был некоторое время в плену у поляков. После смерти Екатерины II Зойме оставил русскую службу и, удалившись в Лейпциг, напечатал «Wichtige Nachrichten über die Vorfälle in Polen 1794» (1796); «Zwei Briefe über die neuesten Veränderungen in Russland» (1797) и «Obolen» (1796—1798). В это же время (с 1797 года) он работал корректором в издательстве своего друга Георга Иоахима Гёшена в Гримме.
В 1801 году Зойме совершил пешком путешествие в Сицилию через Австрию, Италию и обратно через Париж; до Вены его сопровождал художник Фейт Ханс Шнорр фон Карольсфельд. Он описал его в «Spaziergang nach Syrakus» (1803). Подобное же путешествие Зойме совершил в 1805 году через Москву, Петербург, Финляндию в Швецию, описав его в «Mein Sommer im J. 1805» (1807).
Будучи искренним и честным человеком, Зойме был непреклонен в своих идеях и принципах; сурово и резко их высказывал, не заботясь о форме своих произведений. Эта особенность его сочинений придаёт им большую ценность, несмотря на недостатки в литературном отношении. Интересную автобиографию начал Зейме в сочинении «Mein Leben» (1813; продолжена Клодиусом). Его «Gedichte» появились сначала в Риге (1801). Его «Sämtliche Werke» изданы в первый раз в 1835; нов. изд. в «Nationalbibliothek» Гемпеля (1879).